# Neostenetroides stocki
Neostenetroides stocki là một loài chân đều trong họ Gnathostenetroididae. Loài này được Carpenter & Magniez miêu tả khoa học năm 1982.